# Lucas Calabrese
Lucas Calabrese est un skipper argentin né le 12 décembre 1986 à Buenos Aires.

## Carrière
Lucas Calabrese  obtient une médaille de bronze olympique de voile en classe 470 aux Jeux olympiques d'été de 2012 à Londres.